# Mailand–Sanremo 1993
Mailand–Sanremo 1993 war die 84. Austragung von Mailand–Sanremo, eines eintägigen Straßenradrennens. Es wurde am 20. März 1993 über eine Distanz von 297 km ausgetragen.
Das Rennen wurde von Maurizio Fondriest vor Luca Gelfi und Maximilian Sciandri gewonnen.

## Teilnehmende Mannschaften
| Lampre-Polti Eldor-Viner Motorola ONCE | Carrera Jeans-Tassoni Ariostea GB-MG Boys Maglificio-Bianchi GAN | Mercatone Uno-Medeghini-Zucchini Novemail-Histor-Laser Computer TVM-Bison Kit Festina-Lotus | Wordperfect CLAS-Cajastur Lotto Amaya Seguros | Gatorade-Bianchi Castorama Navigare-Blue Storm Mecair-Ballan | Subaru-Montgomery Banesto ZG Mobili Team Telekom | Jolly Componibili-Cage Kelme-Xacobeo |

## Ergebnis
| Rang | Fahrer              | Team                  | Zeit       |
| ---- | ------------------- | --------------------- | ---------- |
| 1    | Maurizio Fondriest  | Lampre-Polti          | 7h 25' 37" |
| 2    | Luca Gelfi          | Eldor-Viner           | + 4"       |
| 3    | Maximilian Sciandri | Motorola              | + 9"       |
| 4    | Laurent Jalabert    | ONCE                  | gl. Zeit   |
| 5    | Rolf Sørensen       | Carrera Jeans-Tassoni | gl. Zeit   |
| 6    | Giorgio Furlan      | Ariostea              | gl. Zeit   |
| 7    | Franco Ballerini    | GB-MG Maglificio      | gl. Zeit   |
| 8    | Jean-Claude Colotti | gan                   | gl. Zeit   |
| 9    | Davide Cassani      | Ariostea              | gl. Zeit   |
| 10   | Mario Cipollini     | GB-MG Maglificio      | gl. Zeit   |